# Újhelyi tanya
Újhelyi tanya (gyakori félreírásban Újhelyitanya, vagy Ujhelyitanya) Balkány város része, a Nagykállói járásban, Nagykállótól 19 km-re.

## Fekvése
Balkánytól 3 km-re, Geszterédtől 6 km-re, közvetlenül a Petőfitelep mellett található ez a 131 lakosú tanya.

## Története
A tanya régen az Ujhelyi család, Újhelyi Zoltán tulajdona volt. 1945–1995-ig Liszenkótelep volt a neve. 

### A név eredete
Trofim Gyenyiszovics Liszenko egy ukrán származású biológus és agronómus, Ukrajna Tudományos Akadémiájának és a Szovjetunió Tudományos Akadémiájának tagja, a Szocialista Munka Hőse, a Lenin-rend birtokosa, az Állami Sztálin Díj háromszoros kitüntetettje. Liszenko tagadta a mendeli öröklődés és a genetika elveit, tagadta a kromoszómák és a gének létét, tagadta a darwini szelekció szerepét, és ehelyett a növények nemesítésében Ivan Vlagyimirovics Micsurin tanaira hivatkozva a hibridizáció és a lamarcki értelemben vett „alkalmazkodás” szerepét emelte ki. Részben talán ő is tehet az 1930-as évek elején bekövetkezett ukrán holokausztért – holodomor –, az egy évig tartó több millió áldozatot követelő éhínségért.

## Galéria

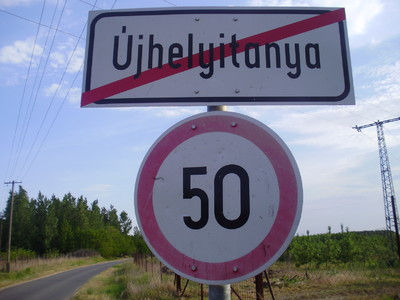
A tanya végét jelölő tábla

## Külső hivatkozások
- Balkány Város Önkormányzatának honlapja